# Bătălia de la Marston Moor
Bătălia de la Marston Moor s-a dat la 2 iulie 1644, în timpul Primului Război Civil Englez din 1642–1646. Forțele combinate ale covenantiștilor scoțieni în frunte cu earlul de Leven și parlamentariștii englezi conduși de Lord Fairfax și de earlul de Manchester i-au învins pe regaliștii conduși de Prințul Rupert al Rinului și de marchizul de Newcastle.
Pe parcursul verii lui 1644, covenantiștii și parlamentariștii asediaseră Yorkul, care era apărat de marchizul de Newcastle. Prințul Rupert strânsese o armată cu care a traversat nord-vestul Angliei pentru a rupe asediul, adunând pe drum recruți proaspeți. Joncțiunea acestor forțe a făcut ca această bătălie să fie cea mai mare din Războiul Civil Englez.
La 1 iulie, Rupert a efectuat manevre pentru a îndepărta asediul parlamentarist-scoțian al orașului. A doua zi, a căutat să se lupte cu ei deși era în inferioritate numerică. A fost convins să renunțe la un atac imediat și pe parcursul zilei ambele părți și-au adunat forțele la Marston Moor, o porțiune de pajiște sălbatică de la vest de York. Către seară, scoțienii și parlamentariștii au lansat un atac surpriză. După o luptă confuză ce a durat două ore, cavaleria parlamentaristă condusă de Oliver Cromwell a pus-o pe fugă pe cea regalistă și a anihilat restul infanteriei regaliste.
După înfrângere, regaliștii au abandonat nordul Angliei. Au pierdut mare parte din resursele omenești din comitatele nordice ale Angliei, care simpatizau cu ei, precum și accesul la Europa continentală prin porturile de pe coasta Mării Nordului. Deși și-au revenit parțial, obținând câteva victorii în acel an în sudul Angliei, pierderea nordului s-a dovedit a fi un handicap fatal în anul următor, când au încercat să facă joncțiunea cu regaliștii scoțieni conduși de Montrose.

## Context

### Războiul Civil în nord
În Anglia Nordică, regaliștii erau în avantaj numeric și erau predominant susținuți de localnici, cu excepția unor zone din Lancashire și din West Riding of Yorkshire, unde parlamentariștii erau susținuți în orașele cu industrie textilă, unde exista o puternică opoziție față de nobilime. La 30 iunie 1643, regaliștii conduși de marchizul de Newcastle au învins armata parlamentaristă a Lordului Fairfax în bătălia de la Adwalton Moor lângă Bradford. Fairfax și fiul lui, Sir Thomas Fairfax, s-au retras cu restul armatelor către portul Hull, controlat de Parlament.
Newcastle a trimis o parte din armata sa către sud în Lincolnshire, ca parte a unei înaintări pe trei linii către Londra, dar a fost obligat să își folosească mare parte din forțe pentru a asedia Hullul. Asediul a eșuat, întrucât corăbiile parlamentariste puteau aproviziona și fortifica portul, iar garnizoana inundase zone extinse din jurul orașului, unde detașamentele regaliste trimise în Lincolnshire au fost învinse în bătălia de la Winceby.
Spre sfârșitul lui 1643, Războiul Civil Englez s-a întețit. Regele Carol I a negociat o „cedare” în Irlanda, ceea ce i-a permis să-și întărească armatele cu regimente englezești revenite în Marea Britanie după ce fuseseră trimise în Irlanda în urma revoltelor din 1641, dar parlamentul a răspuns cu o victorie diplomatică și mai semnificativă, semnând Solemn League and Covenant („Liga și Legământul Solemn”), o înțelegere cu covenantiștii scoțieni.
La începutul lui 1644, o armată covenantistă condusă de earlul de Leven a invadat nordul Angliei pentru a susține Parlamentul. Marchizul de Newcastle a fost obligat să-și împartă armata în două, lăsând un detașament condus de Sir John Belasyse să-i păzească pe parlamentariștii Lordului Fairfax din Hull, în vreme ce corpul principal condus de el s-a deplasat spre nord pentru a lupta cu Leven.

### Asediul Yorkului
În martie și la începutul lui aprilie, marchizul de Newcastle a efectuat câteva manevre de tergiversare încercând să-i împiedice pe scoțieni să treacă râul Tyne și să înconjoare orașul Newcastle upon Tyne. Între timp, o cavalerie parlamentaristă condusă de Sir Thomas Fairfax, care iarna luptase în Cheshire și Lancashire, a trecut Peninii și a intrat în West Riding of Yorkshire. Pentru a-l împiedica pe Sir Thomas să se întâlnească cu Lordul Fairfax la Hull, Belasyse a ocupat orașul Selby aflat între ele. La 11 aprilie, forța lui Sir Thomas Fairfax întărită cu infanteria lui Sir John Meldrum, a pătruns în Selby, luându-l prizonier pe Belasyse împreună cu mare parte din armata sa.
Aflând vestea, Newcastle a realizat că orașul York este în pericol. Yorkul fusese principalul bastion al puterii regaliste în nordul Angliei, și pierderea lui putea însemna o lovitură grea dată cauzei regaliste. El s-a retras acolo în grabă pentru a le zădărnici planurile Fairfacșilor. Leven a lăsat un detașament să mascheze garnizoana regalistă din Newcastle upon Tyne, și a urmat armata lui Newcastle cu grosul trupelor. La 22 aprilie, Leven și Fairfacșii au făcut joncțiunea la Wetherby, la circa 22 km vest de York. Împreună, au început asediul Yorkului. La început, asediul a fost o blocadă rarefiată, scoțienii și parlamentariștii concentrându-se mai mult pe capturarea unor mici garnizoane regaliste care le amenințau comunicațiile cu Hullul. La 3 iunie, ele au fost întărite de armata parlamentaristă a Asociației Estice, în frunte cu earlul de Manchester. Yorkul era acum complet încercuit și operațiunile de asediu au demarat. Leven a fost acceptat drept comandant suprem al celor trei armate aliate de la York (denumite de Parlament „Armata Ambelor Regate”). Politica lor era de a le da scoțienilor prim-planul în nord, iar scoțienii erau cel mai mare contingent din armată, în schimb Leven era și el un respectat veteran al Războiului de Treizeci de Ani.

### Manevre de despresurare

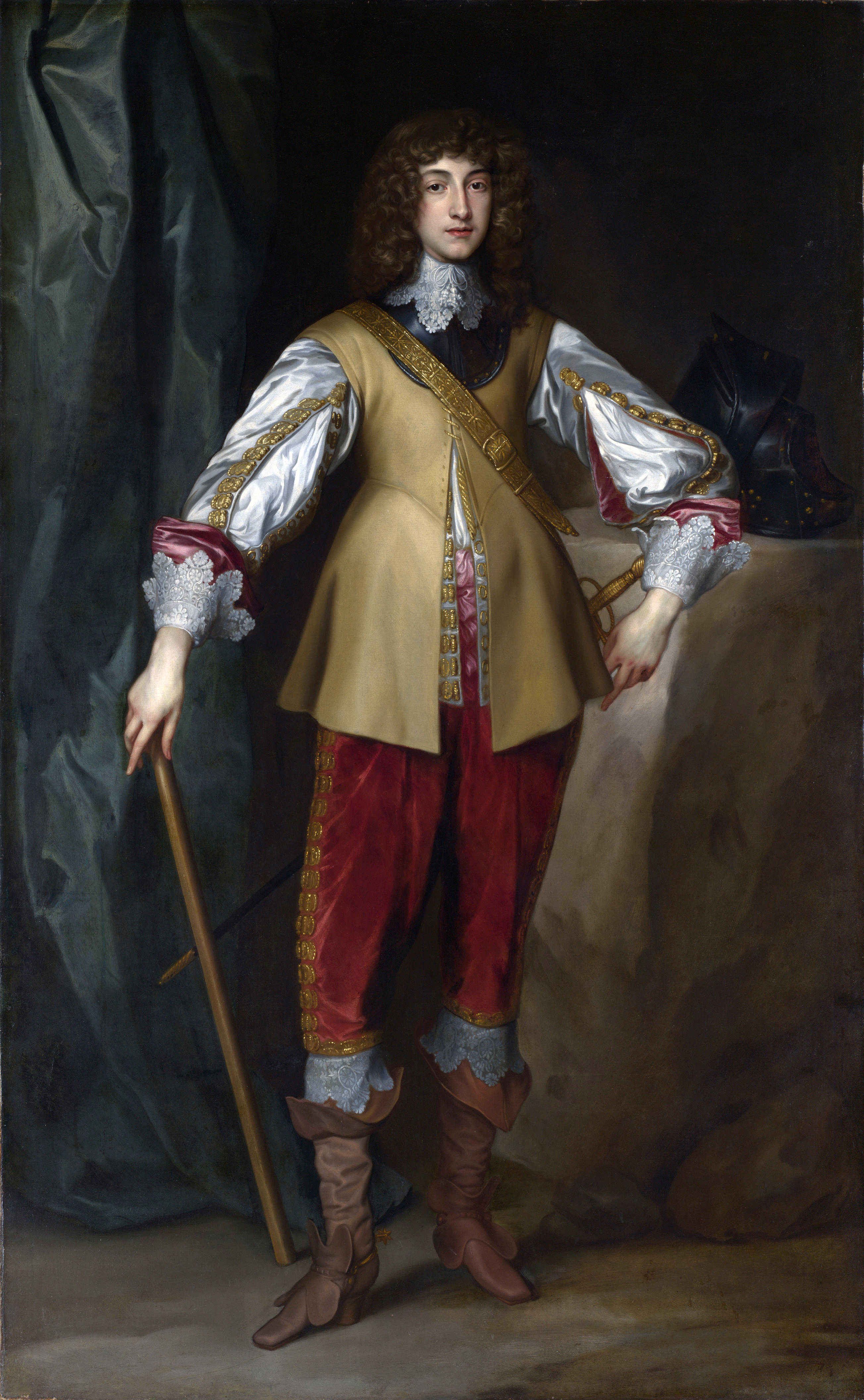
Prințul Rupert al Rinului (1619–1682) – Prințul Rupert a primit misiunea de a recuceri nordul de la parlamentariști și de la aliații lor scoțieni

Vestea asediului a ajuns în scurt timp la Oxford, unde regele Carol își instalase capitala. Din 24 aprilie până în 5 mai, el a ținut un consiliu de război la care a participat nepotul său, renumitul comandant de armate, Prințul Rupert. S-a stabilit ca în vreme ce Carol urma să încerce să câștige timp la Oxford, Rupert va rupe asediul Yorkului.
Rupert a pornit din Shrewsbury la 16 mai cu o mică forță. Primele sale mișcări aveau scopul de a obține întăriri pe drum pentru a-și spori armata și de a asigura Lancashire-ul pentru soldații care soseau din Irlanda să susțină cauza regalistă. A preluat conducerea unei mici armate regaliste cu cartierul general în Chester și condusă până atunci de Lord John Byron, ridicând numărul ei la 2.000 de călăreți și 6.000 de pedestrași. După ce a forțat o trecere a râului Mersey la Stockport, el a asaltat Boltonul, ucigând 1.600 de cetățeni și apărători parlamentariști. Odihnindu-se în apropiere la Bury, Rupert s-a întâlnit cu cavaleria marchizului de Newcastle condusă de Lord George Goring, care plecase din York la începutul asediului, cu un mic contingent de la Derbyshire, și cu mai multe regimente proaspăt recrutate din Lancashire de earlul de Derby. După ce a ocolit fortăreața parlamentaristă Manchester, Prințul Rupert a abordat la 6 iunie Liverpoolul și a preluat controlul orașului după un asediu de cinci zile.
Rupert ezita acum, nesigur dacă să acționeze pentru despresurarea Yorkului sau să rămână și să consolideze controlul regalist asupra Lancashire-ului, recrutând și întăriri între timp. El nu avea încredere în membrii consiliului de război al lui Carol și se temea să se îndepărteze atât de mult de rege. La 16 iunie, el a primit din partea regelui o depeșă cu vești rele. Consilierii regelui anulaseră politicile defensive ale lui Rupert, trimițând garnizoanele din Reading și Abingdon într-o ofensivă în vest. Aceasta lăsase Oxfordul expus unei amenințări din parte armatelor parlamentariste combinate conduse de earlul de Essex și de Sir William Waller și îl obligase pe rege să-și părăsească orașul în grabă și să se ducă spre Worcester, unde era încă în pericol. Pe lângă aceste vești, scrisoarea conținea și unele ordine ambigue privind ofensiva nordică a lui Rupert și planurile de viitor: să încerce să elibereze Yorkul sau, dacă nu poate, să i se alăture regelui la Worcester.
Rupert a înțeles că trebuie să despresureze Yorkul și să învingă armata aliată, abia după care să se îndrepte spre sud pentru a-l ajuta pe rege. În acest moment, armata lui Rupert număra aproape 14.000 de oameni. El a plecat din Liverpool către Preston, care s-a predat fără luptă. De acolo, a pornit prin Clitheroe și a trecut Peninii la Skipton, unde s-a oprit trei zile între 26 și 28 iunie pentru a-și „repara armele” și a aștepta niște ultime întăriri din Cumberland și Westmoreland. La 30 iunie, el a sosit la garnizoana regalistă de la Castelul Knaresborough, la 23 km nord-vest de York.

### Despresurarea Yorkului
Aliații știau că Rupert se apropie și sperau că întăririle venite din Midlands sub comanda lui Sir John Meldrum și a earlului de Denbigh ar putea înlătura amenințarea, dar au aflat în scurt timp că forțele lor nu pot interveni la timp. Armatele aliate din jurul Yorkului erau despărțite între ele de râuri, iar dacă Rupert le-ar fi atacat liniile de asediu, ar fi putut distruge armatele una câte una, fără ca celelalte să poată interveni. De aceea, asediul a fost abandonat în noaptea de 30 iunie, iar parlamentariștii și-au concentrat forțele lângă satul Hessay înainte de a ocupa poziții pe Marston Moor, unde au blocat marșul direct al lui Rupert către York (de-a lungul vechiului drum roman denumit Ermine Street, astăzi A59), și puteau ușor manevra spre stânga pentru a-l împiedica pe Rupert să facă vreo mișcare spre sud prin Wetherby.
În dimineața zilei de 1 iulie, unii călăreți regaliști au înaintat de la Knaresborough și au apărut pe pârloagă, iar aliații s-au pregătit pentru bătălie. Rupert însă efectuase un marș lateral de 35 km către nord-est cu corpul principal, traversând râul Ure la Boroughbridge și râul Swale la Thornton Bridge. Aceste două râuri se unesc și formează râul Ouse, pe care Rupert îl plasase între el și armatele inamice. În aceeași zi, forțele sale au învins dragonii earlului de Manchester, care fuseseră lăsați să păzească un pod de vase peste Ouse în dreptul satului Poppleton la câțiva kilometri nord de York. Aceasta era singura trecere disponibilă aliaților în amonte de un alt pod de vase de la Acaster Malbis 8 km sud de York, iar capturarea sa a împiedicat armatele aliate să mai treacă râul Ouse și să-l atace pe Rupert.
Alți călăreți ai lui Rupert au sosit la York și au făcut joncțiunea cu garnizoana. Odată Yorkul despresurat, Newcastle i-a trimis lui Rupert o scrisoare lingușitoare de bun venit și de felicitare. Rupert a răspuns prin Goring, cerându-i lui Newcastle să vină cu forțele sale în ajutorul lui Rupert în următoarea dimineață.

## Bătălia

### Preludiu
Aflând că inamicul câștigase avantaj pozițional, comandanții aliați și-au discutat opțiunile. Ei au hotărât să se retragă spre sud la Tadcaster și Cawood, unde își puteau proteja liniile de aprovizionare de la Hull, și în același timp puteau bloca orice mișcare spre sud a lui Rupert de oricare parte a Ouse-ului. Pedestrașii, artileria și echipamentele parlamentariștilor au pornit în dimineața de 2 iulie, lăsând cavaleria și dragonii, conduși de Sir Thomas Fairfax, în ariergardă. Pe la ora 9 am, generalii aliați au aflat că armata lui Rupert a traversat și a capturat podul de vase de la Poppleton, și că înaintează către Marston Moor. Pedestrașii scoțieni și parlamentariști, dintre care unii ajunseseră deja la Tadcaster, au fost chemați în grabă înapoi.
Pe la prânz, lui Rupert i s-a alăturat la Marston Moor și Newcastle, însoțit de un corp de "Gentleman Volunteers" călare. Rupert l-a salutat, spunându-i: „My Lord, mi-aș fi dorit să fi sosit cu forțele dumitale mai devreme, dar sper că tot vom avea o zi glorioasă.” Newcastle se opunea unei bătălii anticipate de ambele tabere. El a sugerat că armata aliată se va dizolva în cele din urmă și a sugerat să se aștepte sosirea unei forțe de 3.000 de oameni sub conducerea colonelulului Clavering și mai multe garnizoane adunate, totalizând încă 2.000 de oameni. Rupert era convins că scrisoarea regelui (pe care nu i-a arătat-o lui Newcastle) era un ordin de a ataca și învinge inamicul imediat. Mai mult, Rupert dorea să compenseze inferioritatea numerică a regaliștilor luând inamicul pe nepregătitte, și înainte ca întăririle parlamentariștilor să le crească superioritatea.
Soldații lui Newcastle din York însă refuzaseră să lupte dacă nu li se plătesc soldele restante. Mai mulți lipseau, plecați să jefuiască pozițiile de asediu abandonate lângă oraș. Pedestrașii lui Rupert erau extenuați de marșul din ziua precedentă. De aceea, Rupert nu a atacat, șansele sale de izbândă scăzând pe măsură ce timpul trecea și scoțienii și parlamentarii se întorceau din marșul lor spre sud și ocupau pozițiile. Au avut loc scurte canonade și ciocniri, dar niciuna din tabere nu a atacat.
Pe la ora 4:00 pm, contingentul de la York a sosit, cu mare întârziere, însoțit fiind de generalul lui, Lord Eythin. Rupert și Eythin se cunoșteau și se displăceau. Ambii luptaseră în bătălia de la Vlotho din 1638, când Rupert fusese luat prizonier, rămânând în captivitate mai mulți ani. Rupert a dat atunci vina pe ezitarea lui Eythin, iar Eythin a acuzat pripeala lui Rupert. La Moor, Eythin a criticat dispozițiile lui Rupert care urmau să-i împingă prea aproape de inamic. El era îngrijorat că o movilă de pe terenul dintre culmea pe care se adunaseră forțele aliate și valea dintre Long Marston și Tockwith ascundea linia întâi a infanteriei aliate și o adăpostea de focul de artilerie, permițându-i în schimb să atace brusc de la mică distanță. Când Rupert a cerut fie să se atace, fie să se retragă așa cum a sugerat Eythin, Eythin a declamat că este prea târziu pentru o asemenea manevră. Armata regalistă s-a pregătit să se cantoneze pentru noapte, în apropierea armatelor aliate.

### Desfășurarea trupelor

#### Scoțienii și parlamentariștii

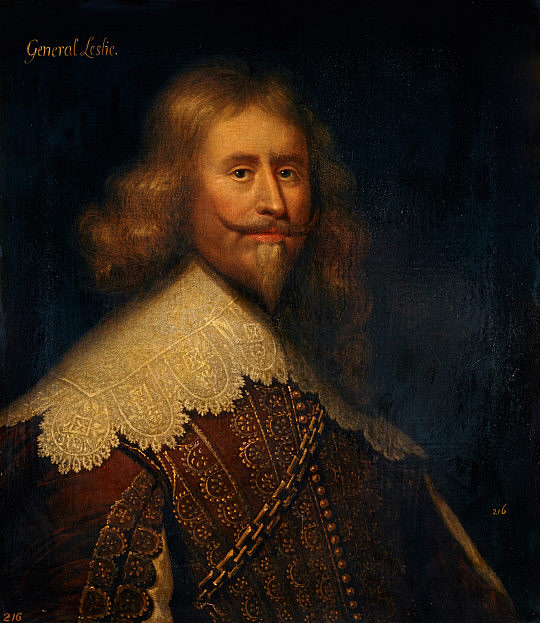
Alexander Leslie, earl de Leven (1580–1661) – Leslie a comandat armatele covenantiste și parlamentariste

Covenantiștii și parlamentariștii au ocupat dealul Marston, o culme joasă dar proeminentă în întinsa vâlcea a Yorkului, între satele Long Marston și Tockwith. Ei aveau avantajul altitudinii, dar lanurile de porumb care se întindeau între cele două sate le stânjeneau desfășurarea.
La un moment dat, regaliștii au încercat să ocupe o crescătorie de iepuri aflată la vest de lanurile de porumb de la care să poată executa foc de anfiladă către pozițiile parlamentariste, dar au fost respinși și aripa stângă a cavaleriei parlamentariste a ocupat ea poziția. Aripa era comandată de generalul Oliver Cromwell. Primele două linii constau din peste 3.000 de cavaleri din Eastern Association, inclusiv regimentul Ironside al lui Cromwell. Ei au fost desfășurați în unsprezece divizii de trei până la patru plutoane fiecare, 600 de muschetari fiind desfășurați ca planton între acestea. Utilizarea muschetarilor pentru a opri atacurile de cavalerie sau dragoni fusese o practică frecventă în armata suedeză în timpul Războiului de Treizeci de Ani, și fusese adoptată de ambele tabere la Marston Moor. Nu se știe cine era la comanda celei de a doua linii, dar colonelul Bartholomew Vermuyden era comisar general al lui Manchester, secund al cavaleriei Eastern Association. Trei regimente de cavalerie scoțiene, numărând 1000 de oameni pe ponei ușori formau o a treia linie în ariergarda lui Cromwell, fiind conduși de Sir David Leslie. Cinci sute de dragoni scoțieni conduși de colonelul Hugh Fraser au fost desfășurați în extremitatea stângă.
Centrul, condus de trei generali, niciunul nefiind superior, era format din 14.000 de pedestrași, cu 30–40 de piese de artilerie. Diferitele regimente fuseseră desfășurate în grabă pe măsură ce reveneau pe câmpul de luptă și erau amestecate, dar majoritatea pedestrașilor lui Manchester conduși de generalul Lawrence Crawford se aflau pe flancul stâng, iar cei ai Lordului Fairfax în mijloc. Două brigăzi scoțiene, avangarda armatei lor, formau flancul drept al primei linii, în frunte cu generalul William Baillie. Linia a doua era formată din două brigăzi scoțiene, conduse de generalul James Lumsden. Liniile a treia și a patra, mai slabe, erau formate dintr-o parte a infanteriei lui Fairfax, o singură brigadă de scoțieni și un regiment scoțian incomplet, împreună cu regimentul de pedestrași al earlului de Manchester.
Flancul drept era comandat de Sir Thomas Fairfax, cu John Lambert ca secund. El avea cel puțin 2.000 de călăreți din Yorkshire și Lancashire, desfășurați în nouă divizii, precum și 600 de muschetari, cu trei regimente (numărând circa 1.000 de oameni) în ariergardă.

#### Regaliștii
Regaliștii au ocupat pârloaga din vale, în spatele unui șanț de scurgere pe care Rupert l-a considerat a fi un obstacol eficient pentru o șarjă de cavalerie. Există unele dispute privind cursul șanțului la vremea bătăliei. Unele relatări contemporane sugerează că el nu exista în flancul drept al regaliștilor. Pe de altă parte, un plan cvasicontemporan al dispunerii regaliștilor, realizat de inginerul lui Rupert, Bernard de Gomme, arată șanțul în aliniamentul său actual. Este în general acceptat că șanțul era cel puțin un obstacol mai puțin semnificativ în partea dreaptă a regaliștilor.
Flancul stâng al regaliștilor era comandat de Lord Goring. El era format din 2.100 de călăreți, în principal din cavaleria marchizului de Newcastle, „Northern Horse”, și 500 de muschetari. Prima linie era comandată de Goring, iar a doua de Sir Charles Lucas.
Centrul era comandat oficial de Eythin. O brigadă numărând 1.500 de oameni, din regimentele de pedestrași ale lui Rupert și Byron. conduse de colonelul Robert Napier din regimentul lui Byron a fost desfășurat la șanț, la intersecția dintre flancul drept și centru. În stânga lor, un grup de sacrificiu format din muschetari se aflau de-a lungul șanțului. În spatele lor, prima linie era formată din restul unităților de infanterie din armata lui Rupert, circa 7.000 de oameni, mai puțin detașamentul lui Napier, sub comanda generalului Henry Tillier. Cei 3.000 de pedestrași din armata lui Newcastle conduși de Francis Mackworth s-au aliniat în spatele liniei întâi din dreapta atunci când au sosit, iar o brigadă de 600 de oameni din „Northern Horse” conduși de Sir William Blakiston a fost desfășurată în spatele flancului stâng. În total, se aflau 14 tunuri de teren desfășurate în centru. S-a speculat că măcar unii dintre pedestrașii lui Mackworth nu-și ocupaseră pozițiile la începutul bătăliei, lăsând partea dreaptă a centrului regaliștilor ușor slăbită.
Flancul drept era comandat de Lord Byron, cu 2.600 de călăreți și 500 de muschetari. Linia a doua, ce cuprindea regimentul de cavalerie al prințului Rupert dar și câteva regimente mai puțin experimentate, era condusă de Lord Molyneux, deși se pare că experimentatul Sir John Hurry era secundul lui Byron.
Spre deosebire de scoțieni și parlamentariști, Rupert și-a păstrat o rezervă de 600 de călăreți, inclusiv trupele sale de elită Lifeguard of Horse, sub comanda sa personală. Această rezervă s-a situat în spatele centrului.

### Evenimentele
Desfășurarea forțelor regaliste a fost prelungită de întârzierea garnizoanei din York, și abia seara târziu regaliștii au ocupat toate pozițiile. O serie de averse de ploaie și descurajarea lui Newcastle și Eythin l-au convins pe Rupert să-și amâne atacul până a doua zi. Dinspre pozițiile armatei aliate, se auzeau intonări de psalmi. Când regaliștii au rupt rândurile ca să ia cina, Leven a remarcat lipsa de pregătire a adversarilor săi și a ordonat oamenilor lui să atace pe la ora 7:30 pm, chiar când deasupra pârloagei a izbucnit o furtună.
Pe flancul stâng al aliaților, cavalerii lui Cromwell au învins rapid aripa lui Byron. Deși avea ordine să păstreze poziția și să se bazeze pe focul de muschete și cel din șanțuri pentru a încetini și dezorienta un atac inamic, Byron a ordonat un contraatac pripit care a dus la dezordine în rândul propriilor trupe și i-a încurcat pe muschetari și pe tunarii atașați brigăzii lui Napier care nu mai puteau trage fără teama de a nimeri în propria cavalerie. În ciocnirile ce au urmat, regimentele din prima linie a lui Byron au fost puse pe fugă. Cromwell a fost rănit ușor la gât, după majoritatea relatărilor, de un proiectil de pistol, și a plecat scurt timp de pe câmpul de luptă pentru a-și îngriji rana.
Observând eșecul de pe flanc, Rupert și-a condus rezerva spre dreapta, trimițând acolo propriul său regiment de cavalerie și conducându-l într-un contraatac. Un ofițer parlamentarist scria:
„Divizia lui Cromwell a avut viață grea; au fost atacați de cei mai viteji oameni ai lui Rupert și din față și din flanc; au stat în bătaia săbiilor destulă vreme lovindu-se unii pe alții; dar în sfârșit (fost-a voia Domnului) el [Cromwell] i-a bătut, împrăștiindu-i în patru zări, ca pe praf.”—Scoutmaster-General Watson to Henry Overton, citat în Young, Marston Moor 1644'
Scoțienii lui Sir David Leslie au înclinat balanța în favoarea lui Cromwell. Dreapta și rezerva lui Rupert s-au împrăștiat și el însuși a scăpat ca prin minune de la a fi luat prizonier, ascunzându-se într-un ogor de fasole.
În centru, pedestrimea lui Crawford, a Lordului Fairfax și mare parte din cea a lui Baillie au reușit la început să treacă șanțul, capturând cel puțin trei piese de artilerie. În dreapta, flancul lui Sir Thomas Fairfax nu a reușit la fel de multe. Sir Thomas Fairfax scria mai târziu:
„Flancul nostru drept nu a avut așa succes, din pricina șanțurilor și tufărișurilor peste care trebuia să trecem până la a ne întâlni cu Inamicul, care ne-au pus în dezordine: chiar și așa, am chemat un corp de 400 de călăreți. Dar din pricină că rândurile de călăreți, doar în aripa asta, erau întrerupte de grupuri de muschetari, ceea ce ne-a făcut mult rău cu focul lor, am fost împins să-i atac. Am fost multă vreme în luptă unii cu alții, dar cel puțin am izgonit o parte din flancul lor ... [eu] însumi m-am întors puțin, ca să ajung la cei ce-i lăsasem în urmă. Dar inamicul care mai rămăsese, văzând dezordinea în care erau, atacase și îi gonise înainte ca eu să ajung la ei.”—Sir Thomas Fairfax, citat în Young (1970)
Fairfax a scris că secundul lui, generalul Lambert, nu a putut ajunge la el, așa că a atacat în altă parte. O punte, denumită astăzi Atterwith Lane, traversa șanțul pe flancul lui și unele relatări sugerează că mai multe unități erau ținte facile pentru muschetarii regaliști în timp ce înaintau pe ea doar patru câte patru. Când un mic dig de lângă șanț a fost eliminat în anii 1960, au fost găsite acolo câteva sute de proiectile de muschetă.
Când Goring a lansat un contraatac, parlamentariștii dezorganizați au fost împrăștiați, dar o parte din cavaleria scoțiană din spatele lor a rezistat mai mult. Mare parte din flancul victorios al lui Goring fie s-a împrăștiat urmărind inamicul, fie a dat fuga să prade proviziile aliaților, dar unii din ei, conduși de Sir Charles Lucas, au manevrat spre a ataca flancul drept al infanteriei aliate. Între timp, câțiva pedestrași ai lui Newcastle au contraatacat pedestrașii lui Lord Fairfax în centrul liniei aliate și le-au provocat confuzie. Profitând de avantaj, brigada de călăreți a lui Blakiston (probabil susținută și de un grup de „Gentleman Volunteers” conduși de însuși Newcastle) a șarjat în centru. Sub aceste atacuri, în confuzie și în întuneric, peste jumătate din infanteria scoțiană și toată infanteria lui Fairfax au fugit. Generalul scoțian Lumsden a declarat că „cei ce au fugit s-au arătat tare nevrednici”. Leven și Lord Fairfax au plecat și ei de pe câmpul de luptă, crezând că totul este pierdut. Manchester a rămas acolo, dar numai în fruntea propriului său regiment de infanterie din ariergardă.
O singură brigadă scoțiană izolată care fusese în dreapta liniei întâi și formată din regimentele earlului de Crawford-Lindsay și ale vicontelui de Maitland au stat în calea lui Lucas, care a lansat trei șarje împotriva lor. În a treia șarjă, calul lui Lucas a murit, iar el a fost luat prizonier. În spatele lor, generalul Lumsden a reușit să rearanjeze parte din centrul aliaților, cu două brigăzi scoțiene care rămăseseră. În spatele acestora, regimentul earlului de Manchester a respins și a împrăștiat brigada de cavalerie regalistă a lui Blakiston.
În acest moment se întunecase cu totul, deși răsărea luna plină. Zona rurală din jur era plină de fugari din ambele tabere. Un curier din Irlanda care îl căuta pe prințul Rupert a scris:
„În astă oribilă stare am petrecut eu țara; aici am găsit un pâlc de scoțieni strigând plini de tânguire și jale, de parcă îi cuprinsese ziua pierzaniei, de care nu știau încotro să fugă; și apoi m-am întâlnit cu un grup de oșteni din care rămăseseră doar patru și un gornist; ici-colo câte un pedestraș fără pălărie, brâu, sabie, sau orice altceva afară de limbă cu care să întrebe unde e următoarea garnizoană care (să grăiesc adevărul) erau pline în câteva ceasuri cu fugarii din amândouă părțile, deși erau la depărtare de 20 sau 30 de mile de locul luptei.”—Mr. Arthur Trevor către marchizul de Ormonde, citat în Young (1970)
Cum nu mai era prezent niciun general de nicio parte, lupta s-ar fi încheiat nedecis, dar călăreții disciplinați ai lui Cromwell s-au adunat în spatele flancului drept regalist. Sir Thomas Fairfax, găsindu-se singur în mijlocul oamenilor lui Goring, și-a scos însemnele (o batistă sau bucată de hârtie albă care îl identifica drept parlamentarist) de pe pălărie, și și-a croit drum spre flancul lui Cromwell pentru a-l anunța de situația de pe flancul drept aliat. Cromwell era acum în fruntea cavaleriei sale, scoțienii lui Leslie încă susținându-l și cu pedestrașii lui Crawford pe flancul drept, pe partea cealaltă a câmpului de bătălie, atacând cavaleria lui Goring.
În acest moment, soldații lui Goring erau obosiți și dezorganizați, și mai mulți ofițeri fuseseră luați prizonieri. Cu toate acestea, ei au coborât dealul de la proviziile parlamentariștilor pentru a ocupa cam aceeași poziție pe care o deținuse cavaleria lui Sir Thomas Fairfax la începutul luptei, despre care majoritatea relatărilor contemporane afirmă că era una dezavantajoasă. Când a atacat Cromwell, soldații lui Goring, în inferioritate numerică, au fost goniți de pe câmpul de luptă.
Aliații victorioși s-au întors acum împotriva restului centrului regaliștilor, punând pe fugă mai multe unități și ucigând numeroși fugari. În sfârșit, o parte din pedestrașii lui Newcastle, „Whitecoats”, s-au adunat pentru o ultimă apărare într-o incintă mărginită de un șanț. S-a sugerat că aceasta ar fi fost White Sike Close, în spatele poziției inițiale a regaliștilor, dar cel mai probabil este vorba de Fox Covert, de la nord de Long Marston, 1,6 km pe calea de retragere către York. Whitecoats au refuzat să se predea și au respins șarjele constante de cavalerie, până când au fost aduși pedestrași și dragoni să le rupă rândurile. Ultimii 30 de supraviețuitori s-au predat.

### Victime
Aproximativ 4.000 de soldați regaliști au murit, mulți în ultima apărare făcută de „Whitecoats”, și 1.500 au căzut prizonieri, printre care și Charles Lucas și general-maiorul Henry Tillier. regaliștii și-au pierdut toate tunurile, multe sute de arme și mai multe stindarde căzând și ele în mâinile aliaților. Depeșa generalilor aliați, precum și alte surse parlamentariste, sugerează că din tabăra lor au murit 300 de soldați.
Unul dintre cei răniți mortal din rândurile parlamentariștilor a fost fratele lui Sir Thomas Fairfax, Charles. Un altul a fost nepotul lui Cromwell, Valentine Walton, locit de o ghiulea la începutul zilei. Cromwell era prezent la moartea lui, și a scris o celebră scrisoare adresată cumnatului său, tatăl soldatului, și el pe nume Valentine Walton, în care a descris pe scurt bătălia și l-a informat pe acesta de moartea fiului său și de ultimele sale cuvinte.

## Urmări

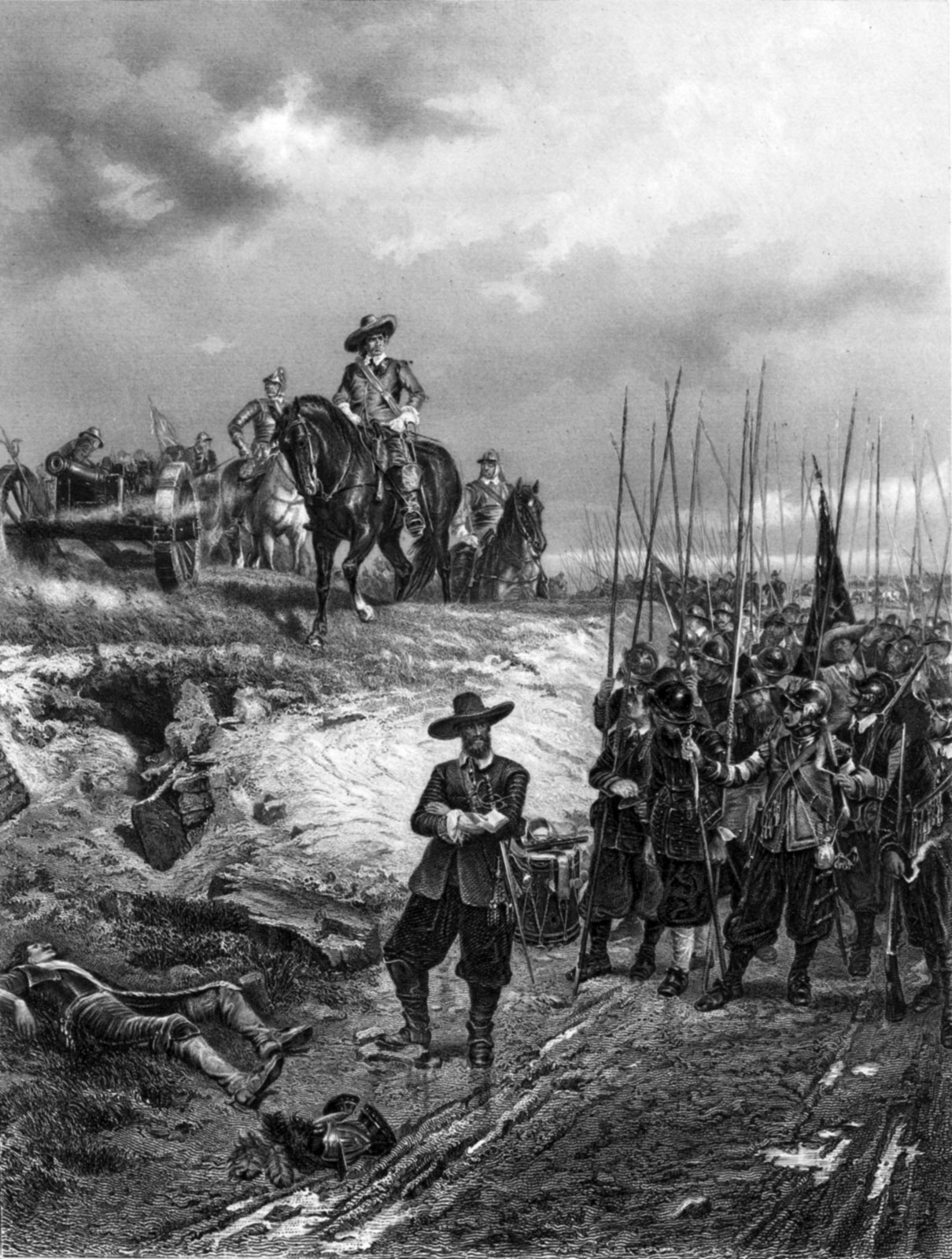
Oliver Cromwell la bătălia de la Marston Moor (1599–1658). Reputația de comandant de cavalerie a lui Cromwell a fost cimentată prin victoria de la Marston Moor.

Noaptea târziu, generalii regaliști au ajuns la York, împreună cu numeroși soldați împrăștiați. Guvernatorul Yorkului, Sir Thomas Glemham, i-a lăsat să intre doar pe cei ce făceau parte din garnizoană (adică doar câțiva ofițeri care participaseră la luptă ca voluntari), de teamă că parlamentariștii ar putea pătrunde în oraș pe urmele regaliștilor. Numeroși fugari, unii răniți, umpluseră străzile din afara zidului cetății lângă Micklegate Bar, poarta orașului.
Newcastle, văzându-și forțele frânte și după ce își cheltuise întreaga avere pentru cauza regalistă, a hotărât că nu poate îndura „râsul curții”. El a plecat la Scarborough la 3 iulie și apoi s-a exilat la Hamburg, împreună cu Eythin și cu mulți dintre ofițerii săi. La două zile după bătălie, Rupert a adunat 5.000 de călăreți și câteva sute de infanteriști cărora le-a dat din caii rămași liberi. El considera că, decât să încerce să recâștige avantajul regalist în nord, mai degrabă trebuie să se întoarcă în sud și să i se alăture regelui. Plecând din York prin Monk Bar în partea de nord-est, a traversat înapoi Peninii, ocolind pe la Richmond ca să nu fie prins. Goring, care-l însoțise până atunci, a plecat spre Scoția pentru a-i ajuta pe regaliștii de acolo, conduși de Montrose. Odată cu plecarea lui Newcastle și a lui Rupert, regaliștii au abandonat practic nordul.
Aliații victorioși s-au regrupat, deși prea încet pentru a-l intercepta pe Rupert la plecarea din York. Leven fugise la Leeds, la circa 32 km de câmpul de luptă, și a aflat cu mare surpriză vestea victoriei. Odată ce armata aliată a fost readunată, ei au reluat asediul Yorkului. În urma acordului că soldații scoțieni nu vor fi cantonați în oraș, garnizoana a capitulat condiționat la 16 iulie. Armata aliată s-a împrăștiat și ea în scurt timp. Leven și-a dus soldații în nord să asedieze orașele Newcastle upon Tyne și Carlisle, în vreme ce armata lui Manchester s-a întors la Lincolnshire și de acolo, în cele din urmă, în sudul Angliei.
În următoarele câteva luni, scoțienii și parlamentariștii au eliminat restul garnizoanelor regaliste din nordul Angliei. Cavaleria regalistă din zonă, „Northern Horse”, a continuat să lupte pentru regele Carol sub comanda lui Sir Marmaduke Langdale, și a efectuat chiar câteva raiduri rapide dinspre sud pentru a ajuta garnizoanele regaliste din sudul Yorkshire-ului, dar a devenit din ce în ce mai indisciplinată, ceea ce a dus la îndepărtarea multor simpatizanți ai cauzei regaliste.
Înfrângerea de la Marston Moor a fost o grea lovitură dată cauzei regaliste. Prințul Rupert fusese învins decisiv pentru prima oară în război și și-a pierdut reputația de invincibil. A fost grav afectat de înfrângere și a păstrat lângă el toată viața depeșa regelui. El a mai suferit o altă lovitură prin moartea în bătălie a câinelui său „Boye”, însoțitor constant în timpul campaniilor. Propaganda parlamentaristă a profitat de aceasta, scriind despre Boye ca și despre un familiar al Diavolului.
În schimb, aici s-a cimentat reputația de comandant de cavalerie a lui Oliver Cromwell. Disciplina pe care o instituise în rândurile armatei sale și calitățile sale pe câmpul de luptă au fost cruciale pentru victorie, iar meritele i-au fost recunoscute. Cromwell avea mai târziu să declare că Marston Moor a fost „o victorie absolută obținută prin binecuvântarea lui Dumnezeu”. Din acest moment, el a început să exercite o influență crescândă atât în Camera Comunelor, cât și în armatele parlamentariste de pe câmpul de luptă.